# Tournefortia jamaicensis
Tournefortia jamaicensis är en strävbladig växtart som beskrevs av Ignatz Urban. Tournefortia jamaicensis ingår i släktet Tournefortia och familjen strävbladiga växter. Inga underarter finns listade i Catalogue of Life.